# Хан Чин Йон
Хан Чин Йон (кор. 황진영; нар. 25 вересня 1983) — південнокорейська борчиня п'ятиразова бронзова призерка чемпіонатів Азії.

## Спортивні результати на міжнародних змаганнях

### Виступи на Чемпіонатах світу
| Змагання                        | Збірна         | Вагова категорія          | Місце |
| ------------------------------- | -------------- | ------------------------- | ----- |
| Чемпіонат світу з боротьби 2003 | Південна Корея | жіноча боротьба, до 63 кг | 18    |
| Чемпіонат світу з боротьби 2007 | Південна Корея | жіноча боротьба, до 63 кг | 18    |
| Чемпіонат світу з боротьби 2009 | Південна Корея | жіноча боротьба, до 63 кг | 13    |
| Чемпіонат світу з боротьби 2018 | Південна Корея | жіноча боротьба, до 62 кг | 23    |

### Виступи на Чемпіонатах Азії
| Змагання                       | Збірна         | Вагова категорія          | Місце  |
| ------------------------------ | -------------- | ------------------------- | ------ |
| Чемпіонат Азії з боротьби 2003 | Південна Корея | жіноча боротьба, до 63 кг | Бронза |
| Чемпіонат Азії з боротьби 2004 | Південна Корея | жіноча боротьба, до 63 кг | 5      |
| Чемпіонат Азії з боротьби 2005 | Південна Корея | жіноча боротьба, до 63 кг | Бронза |
| Чемпіонат Азії з боротьби 2006 | Південна Корея | жіноча боротьба, до 63 кг | Бронза |
| Чемпіонат Азії з боротьби 2007 | Південна Корея | жіноча боротьба, до 63 кг | Бронза |
| Чемпіонат Азії з боротьби 2017 | Південна Корея | жіноча боротьба, до 63 кг | Бронза |

### Виступи на Азійських іграх
| Змагання           | Збірна         | Вагова категорія          | Місце |
| ------------------ | -------------- | ------------------------- | ----- |
| Азійські ігри 2002 | Південна Корея | жіноча боротьба, до 63 кг | 5     |
| Азійські ігри 2018 | Південна Корея | жіноча боротьба, до 62 кг | 7     |

### Виступи на інших змаганнях
| Змагання                                                       | Збірна         | Вагова категорія          | Місце |
| -------------------------------------------------------------- | -------------- | ------------------------- | ----- |
| Чемпіонат світу з боротьби серед студентів 2002                | Південна Корея | жіноча боротьба, до 63 кг | 9     |
| Олімпійський кваліфікаційний турнір з боротьби 2004 (Туніс)    | Південна Корея | жіноча боротьба, до 63 кг | 13    |
| Олімпійський кваліфікаційний турнір з боротьби 2008 (Едмонтон) | Південна Корея | жіноча боротьба, до 63 кг | 7     |
| Турнір Дана Колова — Николи Петрова 2017                       | Південна Корея | жіноча боротьба, до 63 кг | 12    |
| Відкритий чемпіонат Китаю з боротьби 2018                      | Південна Корея | жіноча боротьба, до 62 кг | 4     |